# 쓰리콤

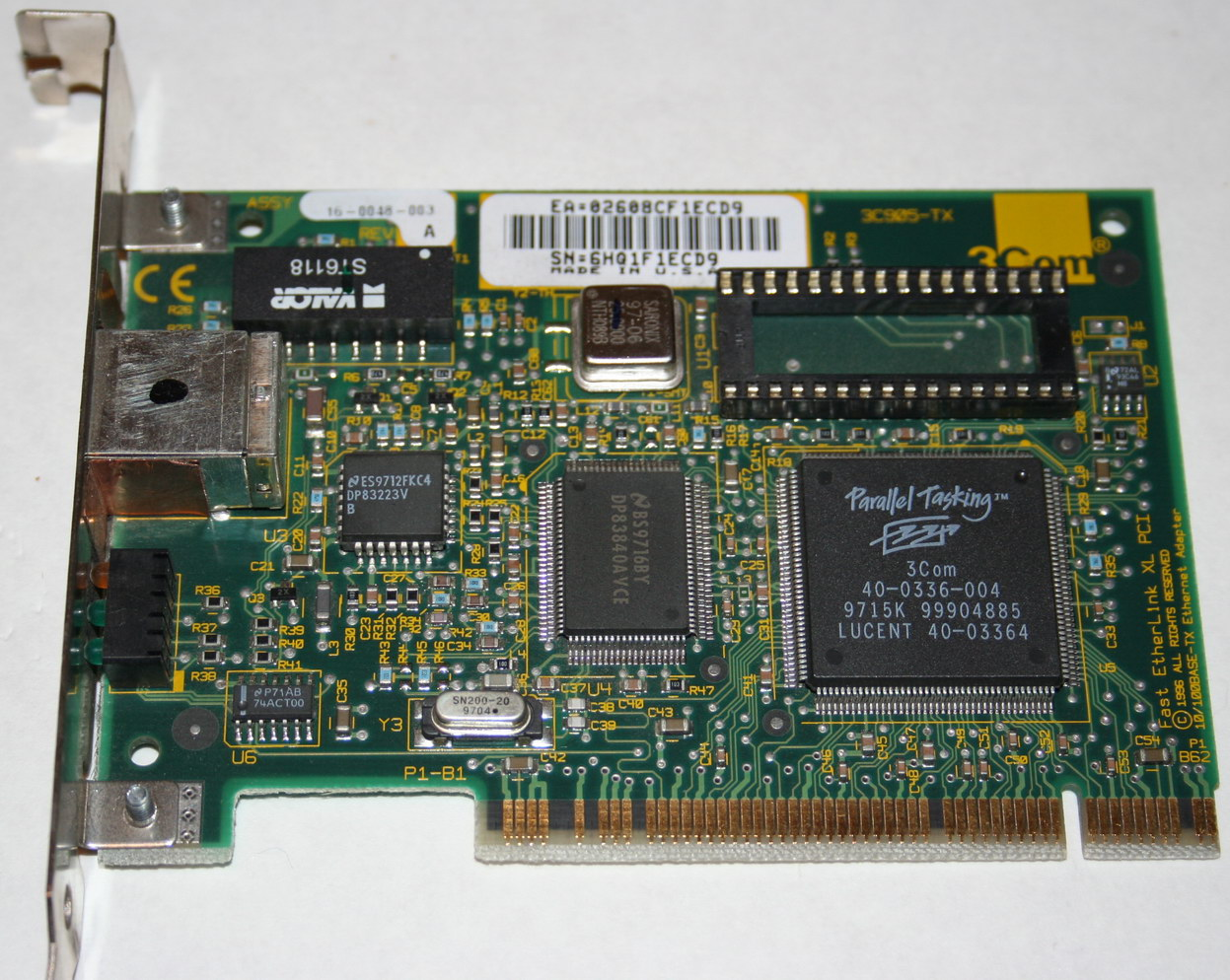
쓰리콤 3C905-TX NIC

쓰리콤(영어: 3Com 스리컴[*])은 컴퓨터 네트워크 인프라 제품으로 가장 잘 알려져 있는 디지털 전자 제조업체이다. 이 기업은 1979년에 로버트 메칼프, 하워드 차니, 브루스 보든, 그레그 셔가 공동 설립하였으며 본사는 말버러에 위치하여 있다. 3Com이라는 이름은 "Computers, Communication and Compatibility"에 초점을 둔 것에서 비롯하였다.
2010년 4월 12일에 휴렛 패커드는 쓰리콤의 인수를 끝냈다.

## 제품
- 스택가능 스위치(stackable switch)를 포함한 고정 구성 이더넷 스위치: 3Com 브랜드 기가비트 스위치 - 스위치 5500G, 4800G, 4500G, 4200G, 베이스라인, 오피스커넥트; 3Com 브랜드 패스트 이더넷(Fast Ethernet) 스위치 - 스위치 5500, 4500, 4210, 베이스라인, 오피스커넥트; H3C 브랜드 스위치 S5600, S5500, S5100, S3600, S3610, S3100.
- 모듈 방식의 스위치: 3Com 브랜드 8800, 7900E, 7500. H3C 브랜드 S9500, S7500, S7500E
- 광역 통신망 네트워크
- 무선 액세스 포인트, 어댑터, 연결 제품
- 유무선 인터넷 접속 게이트웨이, 유무선 방화벽
- 네트워크 관리 응용
- 네트워크 보안 플랫폼
- IP 전화 응용
- 랜 카드
- IP 영상 네트워크 스토리지